# モハンマド・レザー・パフラヴィー
モハンマド・レザー・シャー・パフラヴィー（ペルシア語: محمدرضا شاه پهلوی, ラテン文字転写: Mohammad Rezā Shāh Pahlavi、1919年10月26日 - 1980年7月27日）は、パフラヴィー朝イランの第2代にして最後の皇帝（シャーハンシャー、在位：1941年9月26日 - 1979年2月11日）。パフラヴィー2世とも呼ばれる。亡命前後の日本の報道ではパーレビ国王と呼ばれることが多かった。
父である先代の皇帝レザー・シャーの退位により即位し、「白色革命」を推進してイランの近代化を進めたが、イラン革命により失脚した。

## 生涯

### 皇太子時代
1919年、ガージャール朝の軍人レザー・ハーンの長子として双子の妹アシュラフと共にテヘランに生まれた。1925年に父がレザー・シャーとして皇帝に即位しパフラヴィー朝を開くと、皇太子となった。
その後、上流階級の子弟が通うスイスの私立寄宿学校「ル・ロゼ」へ留学した。なお、同校においてはその後アメリカのCIA長官となるリチャード・ヘルムズら同級生からの信頼も厚く、多くの友人を作った。

### 即位

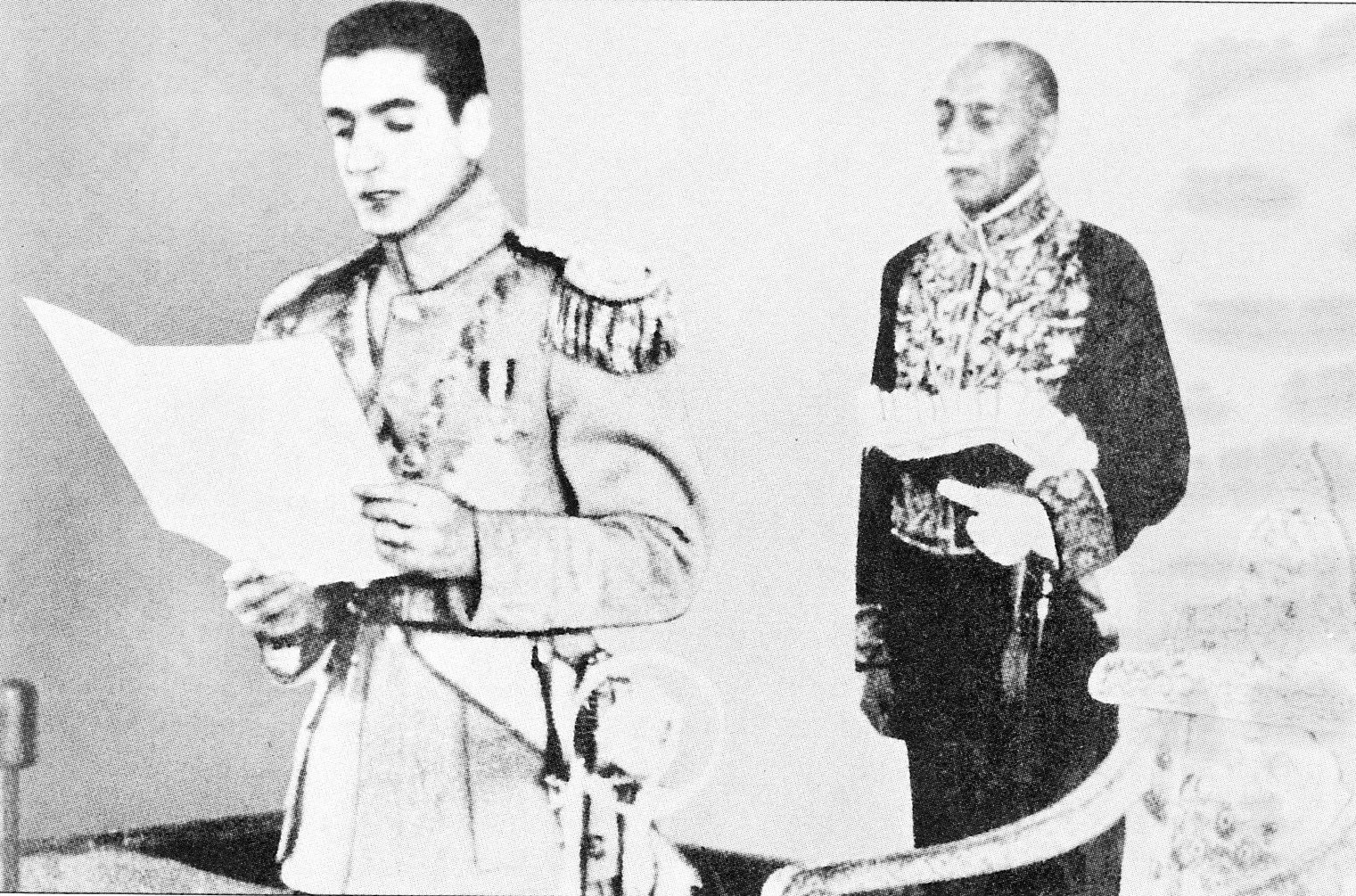
1941年、議会にて皇帝即位の宣誓を行うモハンマド・レザー・シャー

1939年9月1日に勃発した第二次世界大戦中には、アーリアン学説に影響を受け、イラン在住ドイツ人の追放や連合国の鉄道使用を拒否するなど、イランは急速に枢軸国のドイツに傾斜した。
このために連合国のイギリスとソビエト連邦は、1941年8月25日に鉄道を含む補給路と、石油などの豊富な資源の確保のためにイランへの侵攻を行った。この侵攻を受けてレザー・シャーは、連合国の一国でイランとの関係も深かったアメリカ合衆国のフランクリン・ルーズベルト大統領に仲介を求めたものの拒否され、9月17日にはイラン軍は制圧された。その後イランは両国による共同進駐を受け、両国の圧力を受けて退位した父に代わり、モハンマド・レザーはモハンマド・レザー・シャーとして皇帝（シャーハーン・シャー شاهنشاه）に即位した。

### 結婚

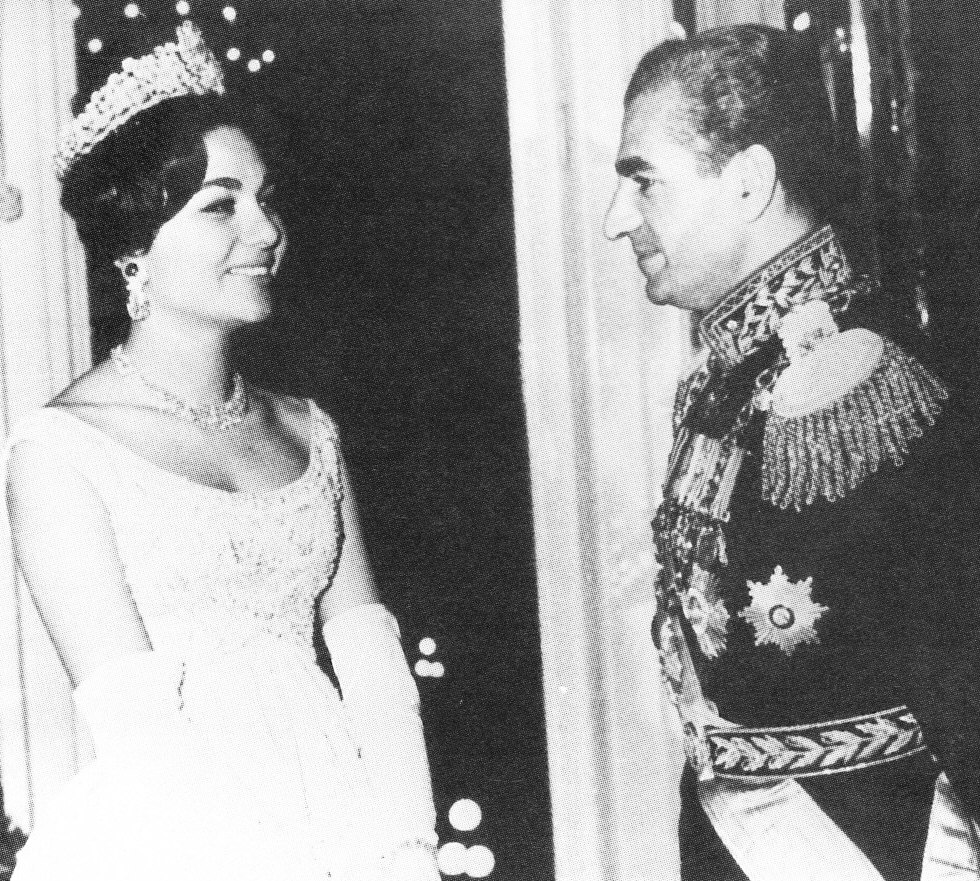
ファラー・ディーバーとモハンマド・レザー・シャー（1959年）

同年にムハンマド・アリー朝エジプトの国王フアード1世の長女ファウズィーイェ・ビント・フォアードと結婚したが、のちに不和となり1948年に離婚した。
次いで1951年にイラン南部のバフティヤーリー族(ロル族の支族)の貴族の長女ソラヤー・エスファンディヤーリー・バフティヤーリーと再婚したが、後に彼女が不妊症であることが発覚し、帝位継承の安定のため、1958年にやむなく離婚した。
そして1959年にイラン軍軍人の一人娘ファラー・ディーバーと結婚した。

### 近代化政策

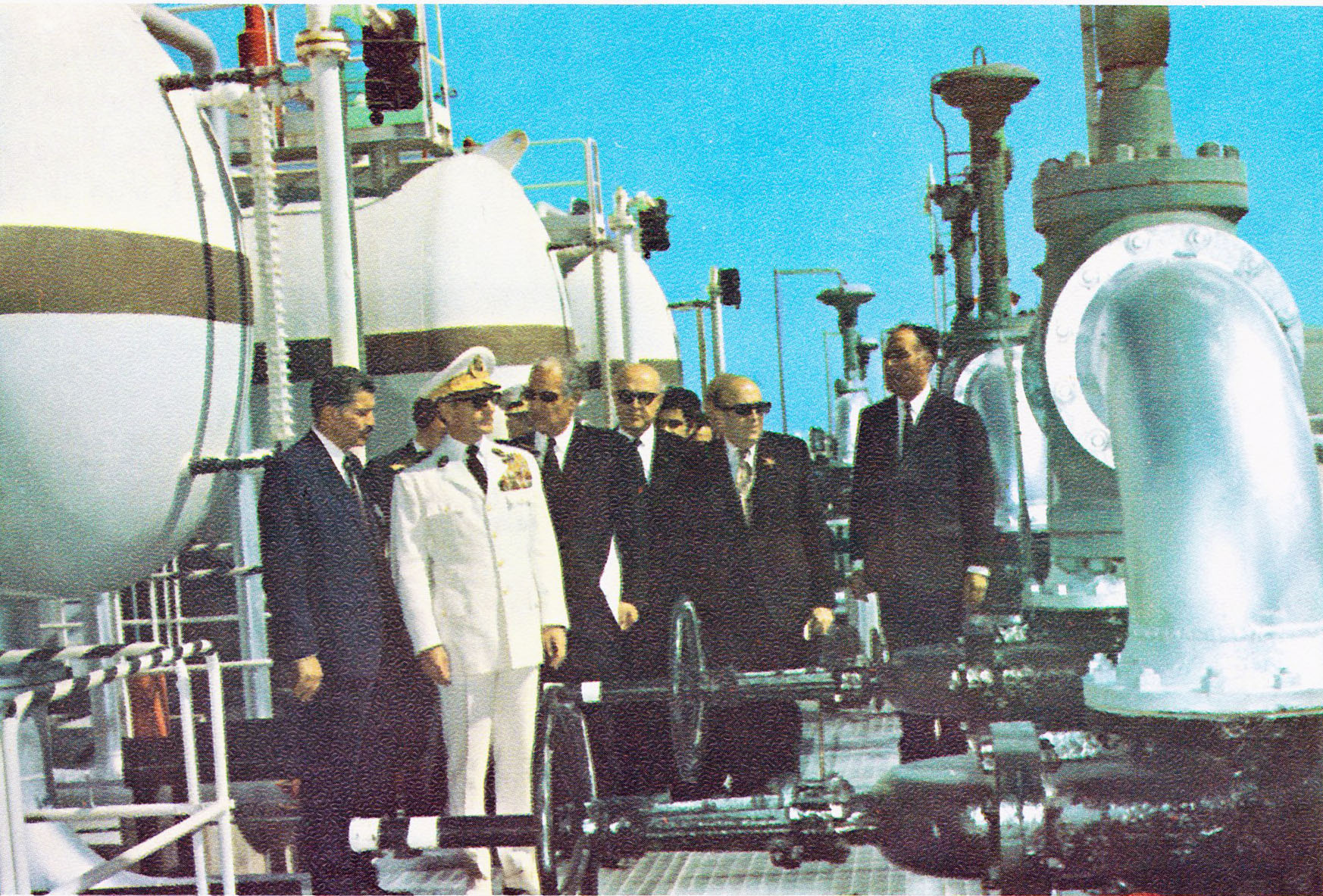
国内視察を行うモハンマド・レザー・シャー（1970年）

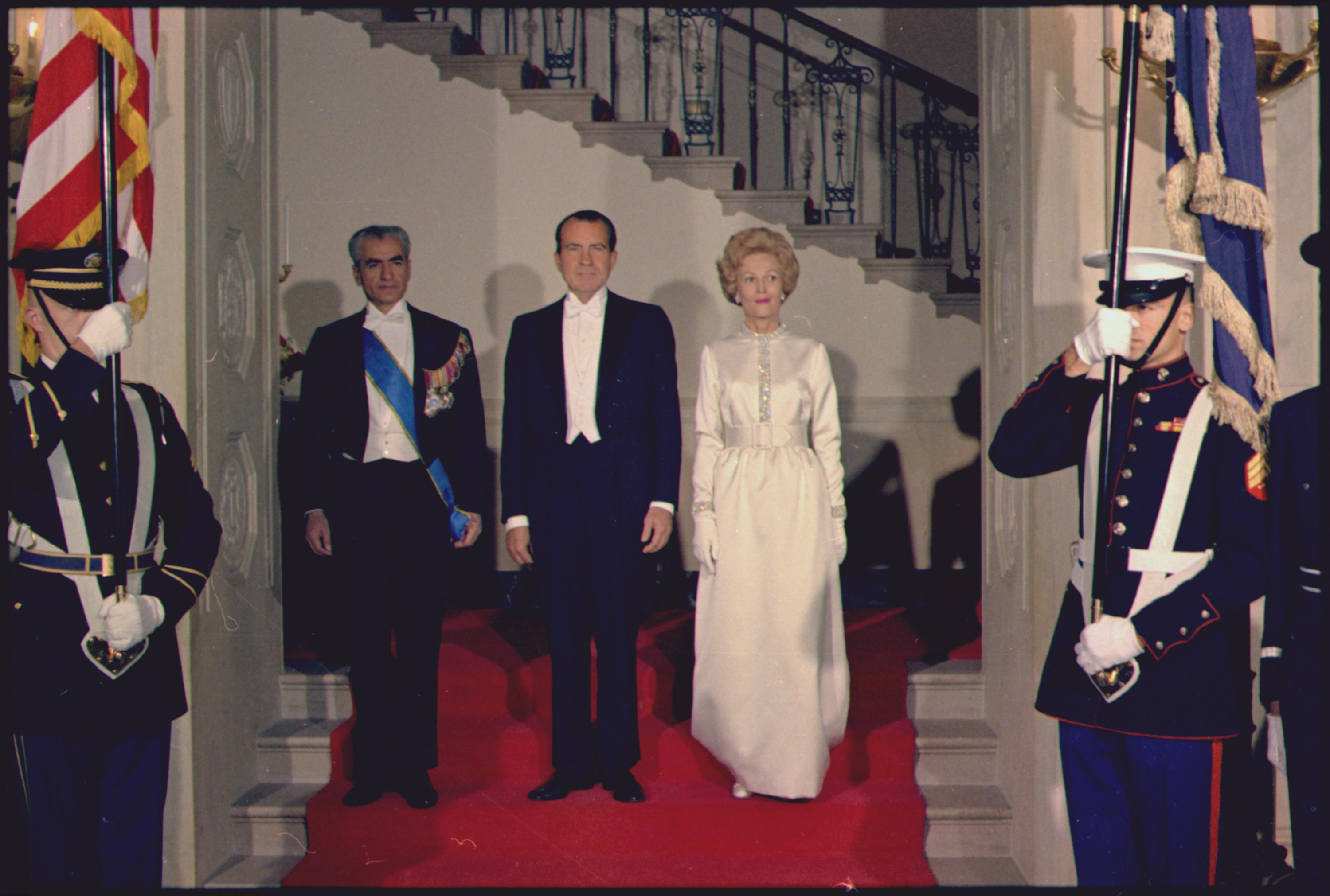
1971年、訪米時のモハンマド・レザー・シャーとアメリカ合衆国のリチャード・ニクソン大統領及びパット・ニクソン夫人

皇帝は、1951年より石油国有化を進めるとともにソ連に接近したモハンマド・モサッデク首相と対立したが、1953年にCIAとMI6の支援を受けた皇帝派のファズロラ・ザーヘディー（en:Fazlollah Zahedi）将軍らによるクーデター（アジャックス作戦）が起きてモサッデク首相は失脚し、権力を回復した。
1960年代より、秘密警察サヴァク（SAVAK）を動かして左右の反体制運動を取り締まるなど権威主義体制を敷く一方、上からの改革を図って経済成長を目指すという、いわゆる開発独裁体制を確立した。

### 外交政策
1958年5月19日に国賓として来日。
日本の飛躍的な経済成長に注目して1963年からは石油の輸出により獲得した外国資本とアメリカ合衆国による経済援助を元手に、米ケネディ政権の要求に答える形で白色革命に着手し、土地の改革、国営企業の民営化、労使間の利益分配、婦人参政権の確立、教育の振興、農村の開発などの改革を実行してイランの近代化を進めた一方、親欧米路線のもと引き続き欧米諸国の外国資本の導入に努めた。また自らも、英語やフランス語を駆使して親欧米外交を進めるなど、政策の先頭に立った。
また、イスラム圏ではトルコに次いでイスラエルと国交を樹立した。イスラエルには石油を供給し、エリコやガブリエルの射程を延伸させた長距離ミサイルの共同開発で軍事的にも協力関係にあった。
このような政策を支持した欧米諸国、とりわけアメリカ合衆国は革命直前の1970年代に至っても深い関係を続け、1970年代中盤には、まだ他の同盟国にも販売したことのない最新鋭のグラマンF-14戦闘機とボーイング747空中給油機をイラン空軍に納入したほか、同じく最新鋭のボーイング747-SP旅客機をイラン航空に販売するなど、イランを事実上の最恵国として扱った。
後にイラン・イラク戦争を起こすことになる隣国イラクとは、アルジェリアで当時のサッダーム・フセイン副大統領とアルジェ合意を結んでシャットゥルアラブ川およびフーゼスターンにおける国境問題の解決と敵対関係の停止を合意した。

1975年、イラクのサッダーム・フセイン副大統領とともに

### 世俗化
また、モハンマドは改革の一環として、女性解放をかかげてヒジャブの着用を禁止するなどイランの世俗化を進めたが、これらの政策はホメイニーらイスラム法学者の反発を招いた。
例えば1962年10月6日に、地方選挙において選挙権と被選挙権をムスリムのみに限った条項を撤廃し、バハイ教徒などにも市民権への道を開こうとした時には、異教徒、とりわけシーア派保守派からは「邪教徒」「カーフィル」とされるバハイ教徒がムスリムと対等になることを嫌ったホメイニーらの抵抗にあい、法改正の撤回を余儀なくされた。
その後ホメイニーは反体制派に対する影響力を警戒されて国外追放され、イギリスのロンドンへ向かおうとしたがイギリス政府に拒否されたため、最終的にイラン人亡命者コミュニティのあったフランスのパリへ亡命したが、その後もイラン国内の反体制派に影響を与え続けた。

### 国威の発揚

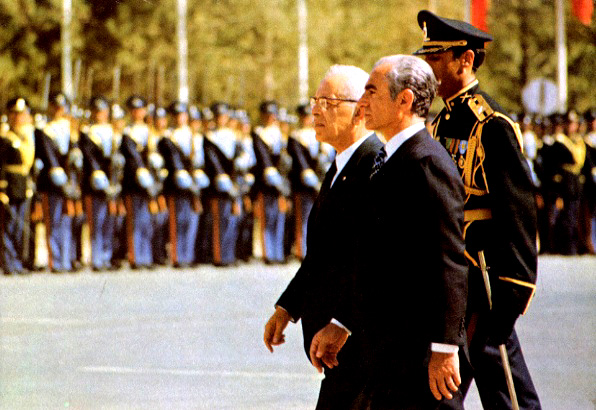
1971年、イラン建国二千五百年祭典に臨むモハンマド・レザー・シャー

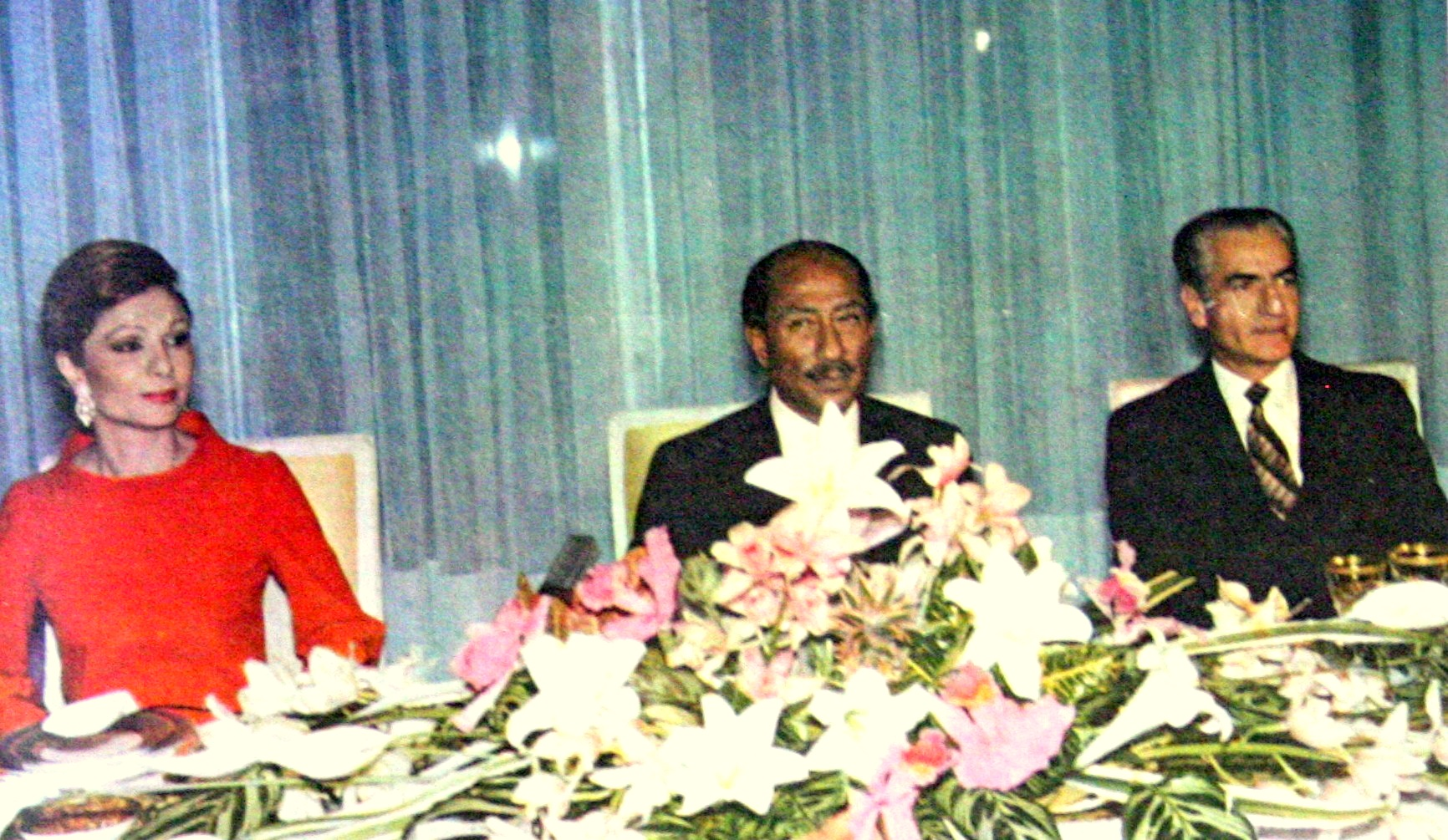
1975年、エジプトのサダト大統領とともに

モハンマドはさらに自らの称号を「アーリア人の栄光」を意味する「アーリヤー・メヘル」と定め、1971年には古代のアケメネス朝ペルシア帝国の遺跡ペルセポリスでイラン建国二千五百年祭典を開催し、宗教よりもイラン人の民族意識を鼓舞する「イラン・ナショナリズム」をイランの新たなイデオロギーに据えることを目標にした。この行事には多数の国賓が出席し、エチオピア帝国のハイレ・セラシエ皇帝や、日本の皇族で古代オリエント史学者の三笠宮崇仁親王等といった世界各国の王族だけでなく、西側諸国・東側諸国・非同盟諸国の首脳なども招いた盛大な式典だった。
同時にキュロス2世が紀元前539年に新バビロニアを滅ぼした際、バビロン捕囚からユダヤ人などの諸民族を解放し、各々の故郷に戻して彼らの神殿を再建したと記録されているキュロスの円筒印章（キュロス・シリンダー）の複製（現物は大英博物館蔵）を、「世界初の人権宣言」として国際連合に贈呈した。
またモハンマドは、この行事を記念して首都テヘランに「シャーの栄光」を意味するシャーヤード・タワーと、その南にあるレイという町に先代の皇帝である父親レザー・シャーの霊廟を建設した。なお、シャーヤード・タワーは革命を期に「自由」の名を冠したアーザーディー・タワーと名称を変えられた。現在レザー・シャー霊廟は跡形もなく破壊され、跡地はイスラム教の神学校になっている。
同年より従来のジャラーリー暦に代わって帝国暦を採用、キュロス2世がメディアを滅ぼしてアケメネス朝を起こした紀元前550年をキュロス紀元とした。しかし1979年の革命の後、イスラム共和制の成立によりヒジュラ紀元のジャラーリー暦に改定された。
しかしこの一連の事業に投じられた費用は2億ドル以上にも及んだとされ、反体制的なイスラム法学者をはじめとする諸方面から、国費の浪費である、などの批判が多くなされた。ちなみにフランス在住のイラン人漫画家マルジャン・サトラピは、著書『ペルセポリス』でこの式典について言及している。

### 政権の動揺

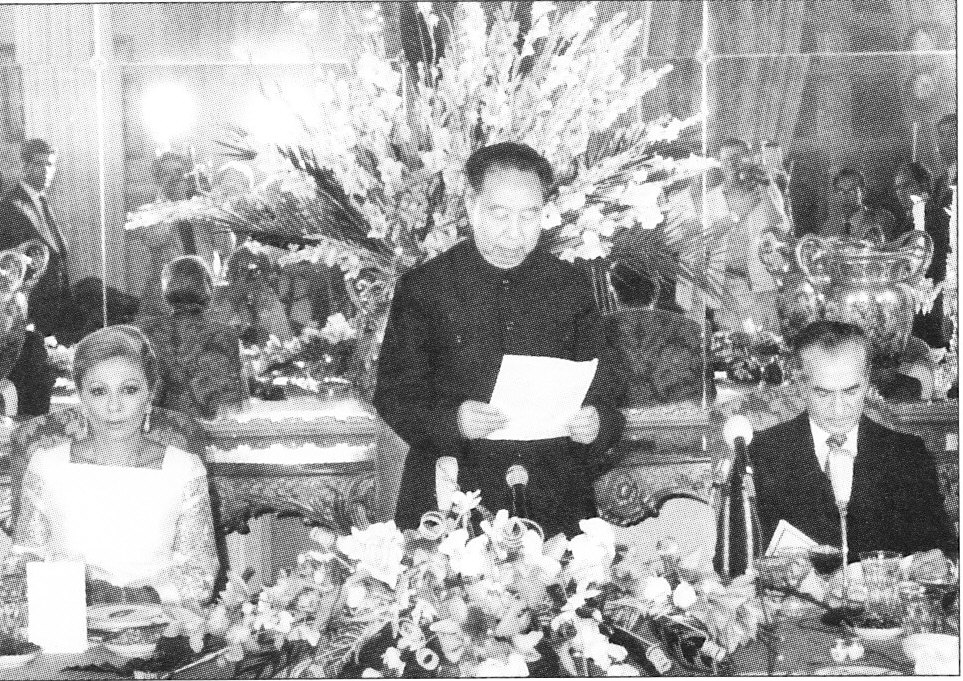
1978年8月、中国の華国鋒党主席（中央）とともに

冷戦下において欧米や日本などの先進国との石油外交を基礎にした深い経済関係を元に進めてきた近代化政策は、1970年代中盤に起きたオイルショック後の急速な原油価格の安定化もあり、破綻をきたし始めた。それに伴い国民の間での経済格差が急速に拡大し、弾圧的な政治への不満も高まりを見せた。皇帝の求心力を保つため、1975年には二大政党制を廃止してラスターヒーズ党（復活党）による一党制を行い、バザール商人はそのスケープゴートにされた。
アメリカ合衆国を後ろ盾に独裁を強めるシャーに対する反体制運動は、ホメイニーをはじめとするイスラム主義者のみならず、モジャーヘディーネ・ハルグやイラン共産党（トゥーデ党）などソ連が支援する左翼も参加して激化し、国内ではデモやストライキが頻発した。
モハンマドはテヘラン市内に戒厳令を敷き、夜間外出禁止令を発令するなどしてこれに対応したものの、ホメイニーなどが後からコントロールした事態は収拾がつかず、拡大する一方であった。
この間、1978年8月に皇帝を訪問した最後の外国首脳である中華人民共和国の華国鋒党主席と会談した際には同行した黄華外相がソ連への対抗策を議論しようとするも、モハンマドは古代ペルシアの占星術師の話を持ち出して自らの政権が続くという確信が持てていないことを伝えた。

### 亡命
1979年1月16日に休暇のためにイランを一時的に去ると称して皇帝専用機のボーイング727を自ら操縦し、最初の妻の出身地でもあるエジプトに皇后や側近とともに出国した。以前より複数の報道機関が国王退位の憶測や誤報を流しており、この出国は本人の意思とは別に実質的な亡命として報道された。モハンマドはその後、モロッコ、バハマ、メキシコを転々とした。
ホメイニーは2月1日にエールフランス航空のチャーター機で帰国を果たすと、直ちにイスラム革命評議会を組織し、メフディー・バーザルガーンを首相に任命した。
その後、モハンマドが任命したシャープール・バフティヤール首相の指揮下で皇帝への忠誠を誓っていた帝室親衛隊およびイラン陸軍の空挺部隊と内務省の治安部隊が、ホメイニーへの支持を表明したイラン陸軍内部の不満分子と戦闘状態になるものの、2月11日に制圧された。
バフティヤール首相や帝室親衛隊隊長らは逮捕され、バフティヤール首相は2月13日に正式に辞任した。その後、イスラム革命評議会がイスラム主義を基礎に置いたイスラム共和制をしいた。

### 死去

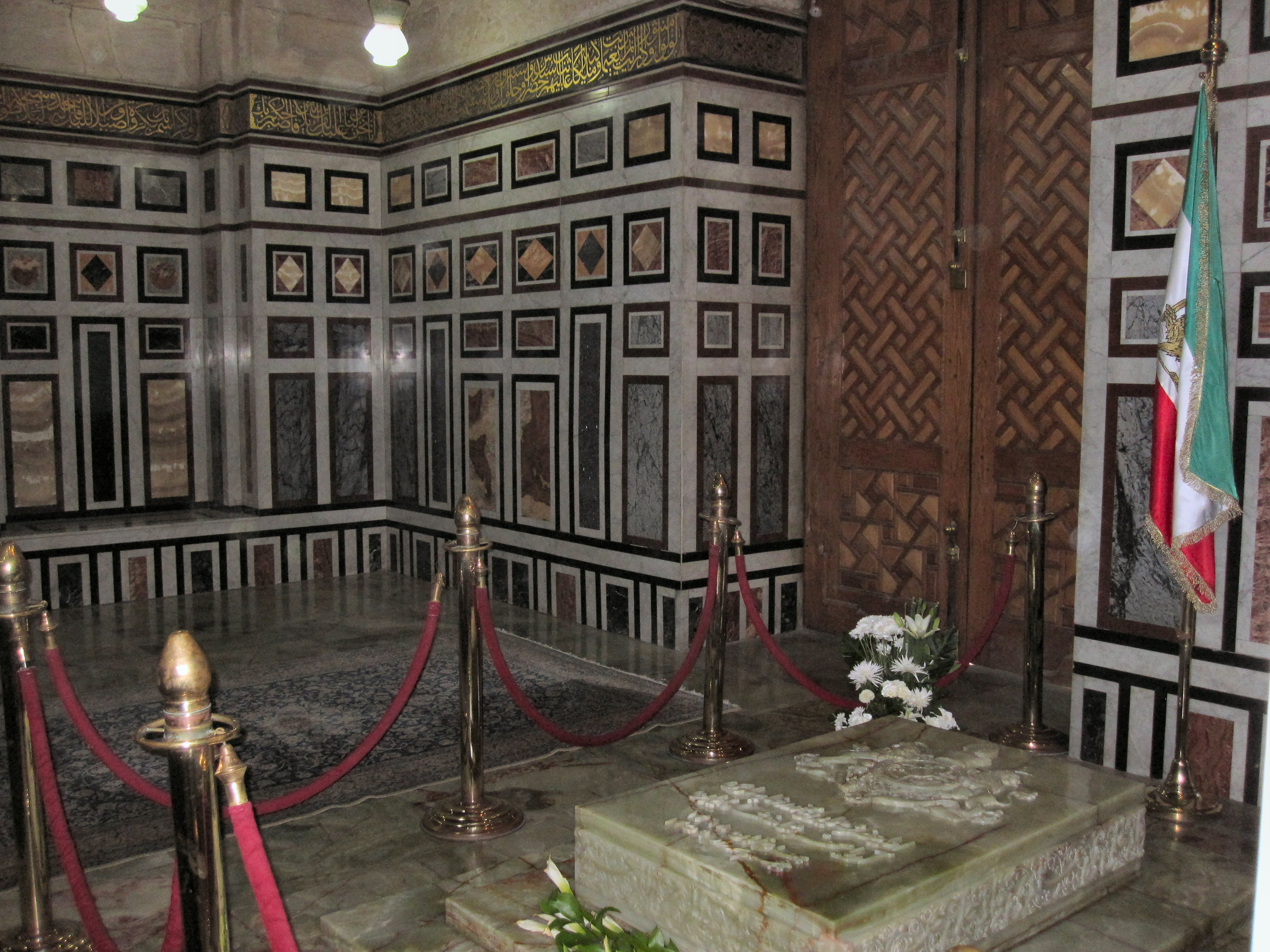
モハンマド・レザー・シャーの墓

モハンマドはその後癌治療のためという名目で皇后らとアメリカに移ったが、アメリカがその入国を認めたことに反発した学生らが1979年11月4日にテヘランのアメリカ大使館を占拠してモハンマドの身柄引き渡しを求めるという、イランアメリカ大使館人質事件が起きた。
この事件によりアメリカとイランの関係は決定的に悪化した。モハンマドはこの事件の発生を受けて12月5日にアメリカを離れパナマへ向かった。
その後、モハンマドと「兄弟」と呼ぶほど親交のあったエジプトのサダト大統領に受け入れられ、翌1980年7月27日にカイロで失意のうちに死去した。なお、イスラム革命後のイランはエジプトと断交した。
ファラー・パフラヴィー皇后は、サダト大統領の暗殺後、アメリカのロナルド・レーガン大統領の庇護を受け、再び渡米。一家はアメリカ東部に居を定めた。

## 人物

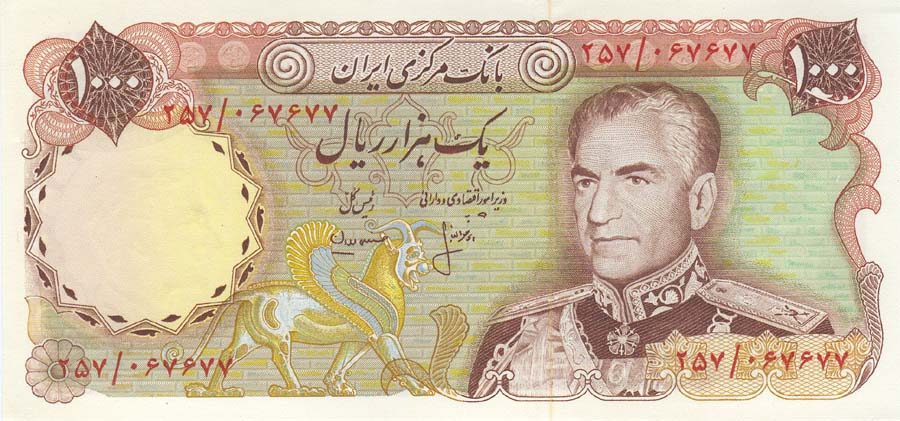
モハンマド・レザー・シャーの肖像が描かれた1000リヤル紙幣

- 多趣味で知られ、ヨットや飛行機の操縦を行った。またイラン航空のボーイング747SPの採用も、自らの意思で決めている。
- カーマニアでもあり、彼の自動車コレクションは世界的にも有名であった。フェラーリやランボルギーニ、メルセデス・ベンツなど欧州のスポーツカー（スーパーカー）や高級車を愛用した。イランに置き去られたコレクションの一部は現在もイラン国立自動車博物館で展示されており、1990年代に入り、これらがオークションで売却に出された際は大きな反響を呼んだ。特に、2台のランボルギーニ・ミウラは同社のレジスターブックにすら記されていない、「幻のミウラ」だった。そのうちの1台（シャーシナンバー4934、イオタ仕様）は、後にハリウッドスターのニコラス・ケイジが競り落とした。
- 1960年からイラン革命まで複数のイラン・リヤル紙幣に肖像が用いられていた。
- 1958年に、日本国政府より大勲位菊花章頸飾が授与された。その他の勲章は英語版記事を参照。

## 家族
- 1番目の妻（1939年 - 1945年）: ファウズィーヤ・ビント・フアード（1921年 - 2013年）
エジプト王国王女。称号は「イラン王妃」。

- 長女: シャーナーズ・パフラヴィー（1940年 - ）
ファウズィーヤとの娘。現在はスイス在住。

- 2番目の妻（1951年 - 1958年）: ソラヤー・エスファンディヤーリー・バフティヤーリー（1932年 - 2001年）
称号は「イラン王妃」。離婚後は「イラン王女」。

- 3番目の妻（1959年 - 1979年）: ファラー・ディーバー（英語版）（1938年 - ）
称号は1967年まで「王妃」、以後は「皇后」。2009年3月30日BSドキュメンタリー番組で放送されたイラン人映画監督ナヒード・ペーションによるドキュメンタリー『忘れられし王妃～イラン革命30年ふたりの女性の人生の空白～』の中で、厳重な警備の中、パリ等で慈善活動を行いながら余生を送っている姿を見せた。

- 長男: クロシュ・レザー・パフラヴィー（1960年 - ）
ファラーとの息子。名目上のイラン皇帝として、慈善活動のほか、妻とともにイランの民主化運動に関わっている。

- 次女: ファラーナーズ・パフラヴィー（英語版）（1963年 - ）
ファラーとの娘。コロンビア大学卒業後、ユニセフに籍を得たが、母ファラーがペーションに語ったところによれば「パフラヴィー」の名ゆえに職を失ったという。

- 次男: アリー・レザー・パフラヴィー（1966年 - 2011年）
ファラーとの息子。2011年1月4日未明、ボストンの自宅で自殺しているのが発見された。

- 三女: レイラー・パフラヴィー（英語版）（1970年 - 2001年）
ファラーとの娘。ファッションモデルとして活動したこともあったが、拒食症や慢性疲労症候群に苦しみ、2001年6月10日にロンドンの高級ホテルで自殺しているのが発見された。

## 著書
- 『私は間違っていたのか : 歴史への証言』横山三四郎（訳）、講談社、1980年6月10日。